# Halbtrockenrasen am Südhang der Weinleite östlich Lanzing

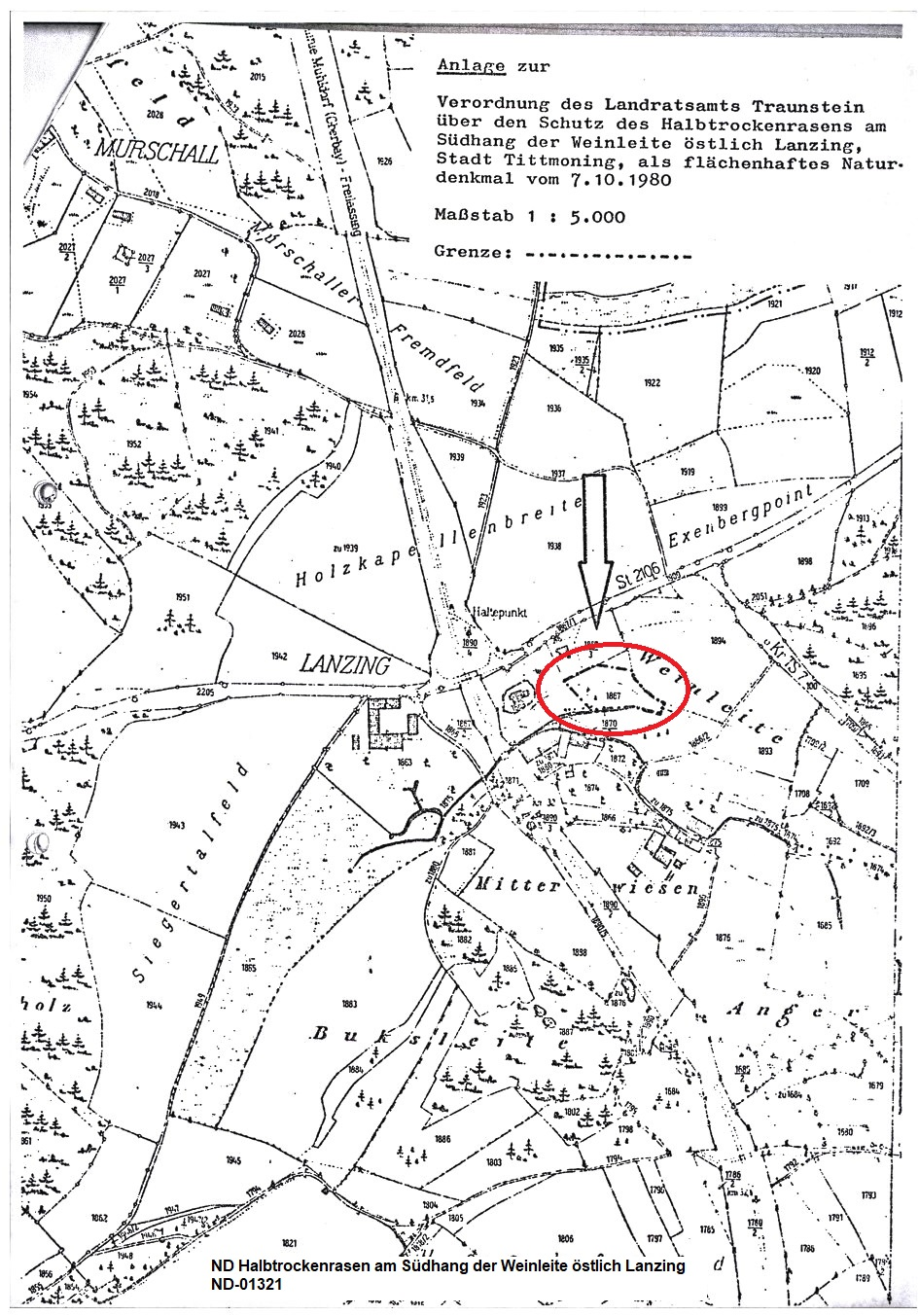
Lageplan Amtsblatt

Der Halbtrockenrasen am Südhang der Weinleite östlich Lanzing ist ein 0,32 ha großes flächenhaftes Naturdenkmal und liegt ca. 175 m östlich der Kirche St. Peter und Paul im Gemeindeteil Lanzing der Gemeinde Tittmoning, im Landkreis Traunstein.
Das Gebiet wurde im Oktober 1980 unter Schutz gestellt und wird vom Bayerischen Landesamt für Umwelt unter der Nummer ND-01321 gelistet.

## Schutzzweck
Der Halbtrockenrasen ist als flächenhaftes Naturdenkmal zu schützen, da es sich hier im Salzach-Hügelland um einen sehr seltenen Vegetationstyp handelt und seine Erhaltung wegen seiner Seltenheit, seiner ökologischen, wissenschaftlichen, nutzungsgeschichtlichen, floristischen und faunistischen Bedeutung im öffentlichen Interesse liegt.